# Mất thân máy bay

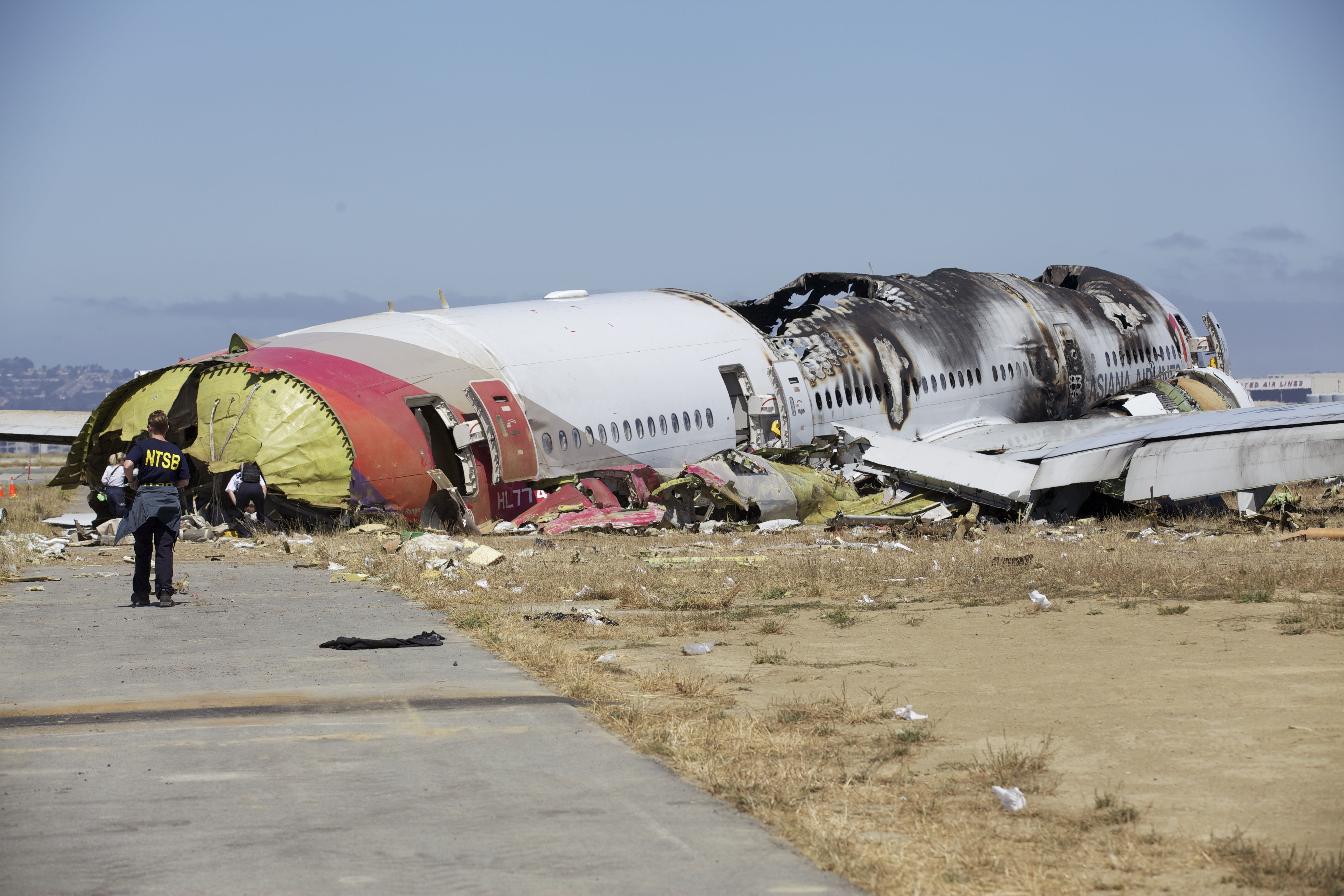
Xác máy bay Boeing 777-200ER sau vụ rơi Chuyến bay 214 của Asiana Airlines tại Sân bay quốc tế San Francisco.

Một vụ tai nạn mất thân máy bay (hull loss) là một vụ tai nạn hàng không khiến máy bay bị hư hại đến mức không còn có thể sửa chữa được (sao cho chi phí sửa chữa không cao hơn giá trị gốc của máy bay), gây thiệt hại hoàn toàn chiếc máy bay đó. Thuật ngữ này cũng được áp dụng trong các trường hợp máy bay mất tích, không còn hoạt động tìm kiếm xác máy bay, hoặc không có cách nào tiếp cận xác máy bay.
Khái niệm tổn thất thân máy bay ước tính (constructive hull loss) tính cả các chi phí khác ngoài chi phí sửa chữa, ví dụ như việc trục vớt xác máy bay, sửa chữa các máy bay khác bị hư hại trong khu vực tai nạn, hoặc chi phí chứng nhận lại máy bay bị tai nạn.
Ngành hàng không sử dụng tỉ lệ số lần tai nạn mất thân máy bay trên mỗi 100.000 lần cất cánh làm thước đo cho mức độ rủi ro tai nạn của mỗi chuyến bay hoặc của mỗi dòng máy bay. ICAO và NTSB không có định nghĩa chính thức về số liệu này.
Trong thời gian từ năm 1959 đến 2005, có 384 trong số 835 vụ tai nạn mất thân máy bay không gây chết người.
Các hãng hàng không thường có chính sách bảo hiểm cho tai nạn mất thân máy bay. Các chính sách này thường cho đối tượng được bảo hiểm hưởng một số tiền tương đương với giá trị hiện tại của máy bay theo một công thức nhất định, tương tự như các chính sách bảo hiểm khác dành cho các vật phẩm bị giảm giá trị theo thời gian. Máy bay bị hư hại thường sẽ được đưa làm phế liệu.